# Lèmur forcat
Els lèmurs forcats (Phaner) són un gènere de primats de la família dels quirogalèids. Aquests lèmurs formen la subfamília dels fanerins (Phanerinae). Les cinc espècies d'aquest gènere s'alimenten en gran part de les secrecions que deixen anar alguns arbres.